# Powiatowa Komenda Uzupełnień Lubliniec
Powiatowa Komenda Uzupełnień Lubliniec (PKU Lubliniec) – organ wojskowy właściwy w sprawach uzupełnień Sił Zbrojnych II Rzeczypospolitej i administracji rezerw w powierzonym mu okręgu.

## Historia komendy
26 marca 1924 roku został ogłoszony rozkaz O. I. Szt. Gen. 2124/Org. ministra spraw wojskowych w sprawie podziału terytorialnego Górnego Śląska na wojskowe okręgi poborowe. Rozkaz powoływał do życia Powiatową Komendę Uzupełnień Lubliniec. Komenda została uruchomiona rozkazem Dowództwa Okręgu Korpusu Nr IV z 5 kwietnia 1924 roku. Okręg poborowy obejmował powiat lubliniecki, który został wyłączony z PKU Częstochowa.
PKU w sprawach należących do zakresu jej działania podlegała dowódcy Okręgu Korpusu Nr IV, a w najwyższej instancji ministrowi spraw wojskowych. Z dniem 1 października 1927 roku PKU Lubliniec została zlikwidowana, a powiat lubliniecki został przydzielony nowo utworzonej PKU Tarnowskie Góry i wraz z nią włączony do Okręgu Korpusu Nr V.

## Obsada personalna
Obsada personalna PKU w latach 1924–1925
- komendant – kpt. piech. Jan Neugebauer
- referent – por. kanc. Józef Rogaliński
- oficer ewidencyjny na pow. lubliniecki – por. kanc. Jan I Szczepański (21 VI – 15 XII 1925[6])

Obsada personalna PKU w latach 1926–1927
- komendant – kpt. kanc. Jan Neugebauer (II 1926 – VIII 1927[8] → kierownik I referatu PKU Pińsk
- kierownik referatu – por. kanc. Józef Rogaliński (II – VI 1926[9] → kierownik II referatu PKU Konin)
- referent
  - por. kanc. Bronisław Jóźwiak (od II 1926)
  - por. kanc. Władysław Struk (VII 1926[9] – VII 1927[10] → kierownik II referatu PKU Radomsko)